# Midgård
För andra betydelser, se Midgård (olika betydelser).

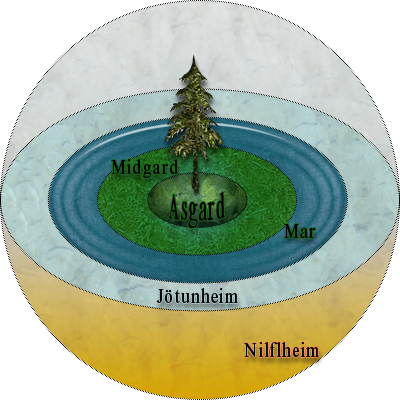
Översikt över Midgårds plats i asatron. Mar (spanska) är havet runt Midgård.

Midgård (fornnordiska: Miðgarðr, ”vistelseorten i mitten”) är i nordisk mytologi människornas värld. Den är även sekundärt asagudarnas hemvist. Den är belägen mellan gudarnas och jättarnas världar och omges av en stor ocean.

## Geografi

### Asgård och Yggdrasil
Asgård är i sin tur placerad i centrum av Midgård. Mitt i Asgård låg en vidsträckt och härlig slätt, Idavallen, i vars mitt växte det evigt gröna världens träd Yggdrasil. Trädet får sin näring och stabilitet tack vare tre långa och djupa rötter. Dessa är som följer:
- En av Yggradsils rötter går under Asgård där den heliga Urdarbrunnen ligger.
- Den andra roten går till Nifelhem, rimtursars (urjättarnas) tillhåll i ginnungagap. Källan där heter Vergelmer.
- Den tredje roten leder genom Jotunheim, jättarnas rike, till Mimers brunn. Brunnen är fylld av visdomsvatten.

### Gränser
Midgårds gräns utgörs av en stor mur, byggd av jätten Ymers ögonbryn.

## På andra språk
Midgårdsbegreppet finns även i andra germanska språk, som ett ord för världen. I fornsaxiska finns formen Middilgard, i högtyska har formen Mittilagart funnits och i gotiskan användes Midjungards som en översättning av det grekiska ordet ecumene i Lukasevangeliet.
I fornengelskan finns formen Middangeard. Detta utvecklades till medelengelskans Mittelerde ('mittjord'), vilket gett upphov till det engelska namnet för Tolkiens Midgård: Middle-Earth.